# Elatotrypes
Elatotrypes é um gênero de coleóptero da tribo Callidiini (Cerambycinae); compreende uma única espécie, distribuída apenas nos Estados Unidos.

## Sistemática
- Ordem Coleoptera
  - Subordem Polyphaga
    - Infraordem Cucujiformia
      - Superfamília Chrysomeloidea
        - Família Cerambycidae
          - Subfamília Cerambycinae
            - Tribo Callidiini
              - Gênero Elatotrypes (Fisher, 1919)
                - Elatotrypes hoferi (Fisher, 1919)